# Aleyrodes pruinosus
Aleyrodes pruinosus es un hemíptero de la familia Aleyrodidae, con una subfamilia: Aleyrodinae.
Fue descrita científicamente por primera vez por Bemis en 1904.